# Alfredo Esteves
Alfredo Manuel Mousinho Esteves (Lisboa, Portugal, 6 de abril de 1976) es un futbolista portugués nacionalizado timorés. Juega de defensa, y actualmente se encuentra sin club.

## Carrera
Debutó el año 1998 en el club timorés GD Gafanha, donde destacó como defensor. En 2003 recaló en un club de la tercera división estadounidense, el New Hampshire Phantoms. Duró solo un semestre ya que fue transferido a Italia para jugar por el Paternó Calcio, un club de divisiones inferiores en la ramificación de ligas en Italia. Ahí de todas maneras no jugó y fue transferido al UD Tocha, de la tercera división portuguesa. Ahí estuvo en 2003 y 2004. Luego pasó al Oliveira do Bairro SC, también de la tercera división del país lusitano. Ahí tuvo un buen desempeño, lo que resultó en una transferencia al CD Aves en 2005, club con el que ascendió a primera división. Duró en Aves hasta 2006, año en el que pasó al Minnesota Thunder de la USL norteamericana, donde tuvo su noche de gloria cuando los de Minnesota enfrentaron al Miami FC, que tenía en sus filas al brasileño Romario, que estaba empecinado en sumar goles y goles para llegar a los mil. Esa fría noche, Esteves anuló por completo a Romario. Luego de 3 años en los Estados Unidos, pasó en 2008 a ser parte del plantel del Wollongong FC australiano, donde se mantiene hasta hoy con el número 3 en la espalda.

## Carrera internacional
Él es el capitán de la Selección de fútbol de Timor Oriental. 
Goles Internacionales
| # | Día                   | Lugar                                                    | Oponente | Marcador | Resultado | Competición                               |
| - | --------------------- | -------------------------------------------------------- | -------- | -------- | --------- | ----------------------------------------- |
| 1 | 25 de octubre de 2008 | Phnom Penh National Olympic Stadium, Phnom Penh, Camboya | Laos     | 1–1      | 1–2       | Clasificación para la AFF Suzuki Cup 2008 |

## Trayectoria
| Club                   | País           | Año       |
| ---------------------- | -------------- | --------- |
| GD Gafanha             | Timor Oriental | 1998-2003 |
| New Hampshire Phantoms | Estados Unidos | 2003      |
| Paternó Calcio         | Italia         | 2003      |
| UD Tocha               | Portugal       | 2003-2004 |
| Oliveira do Bairro SC  | Portugal       | 2004-2005 |
| CD Aves                | Portugal       | 2005-2006 |
| Minnesota Thunder      | Estados Unidos | 2006-2008 |
| Wollongong FC          | Australia      | 2008-2014 |